# Красная Слобода (Суражский район)
Красная Слобода — деревня Суражского района Брянской области России. Входит в состав Влазовичского сельского поселения.
Пригород города Сураж.

## Топоним
Современное название с 1920-х годов.
Прежние названия — Подмонастырская слобода (описательное название), Подмонастырская Слободка (ойконим).

## География
Расположена в северо-западной части региона, граничит с западной окраиной города Суража, в 5 км к востоку от села Влазовичи.

## История
Упоминается с середины XVIII века как Подмонастырская слобода (при Суражицком Благовещенском монастыре). Из исторических документов конца 18 века известно, что близ деревни Суражичи на возвышенном косогоре в 1721 году, в год окончания Северной войны, был построен мужской монастырь, обнесенный деревянной оградой. Известно, что основал его Афанасий Есимонтовский.
До 1781 входила в Мглинскую сотню Стародубского полка; затем в Суражском повете, уезде (с 1861 — в составе Новодроковской волости); в 1921—1929 в Клинцовском уезде (та же волость, с 1924 Суражская волость). В середине XX века — колхоз «Красный строитель». До 1954 — центр Краснослободского сельсовета.

## Население
| 2010 | 2013 |
| ---- | ---- |
| 473  | ↗486 |

Максимальное число жителей 940 человек (1926).

## Известные уроженцы, жители
26 августа (7 сентября) 1896 года в деревне Подмонастырская Слободка родился Тит Михайлович Коржиков (1896—1937) — советский партийный и государственный деятель, председатель Черниговского губисполкома (1920) и Мелитопольского окружисполкома (1926—1928).

## Инфраструктура
Личное подсобное хозяйство с зоной сельскохозяйственного использования, индивидуальная застройка усадебного типа.
Красно-Слободской ФАП.

## Транспорт
Проходит автодорога регионального значения 15К-2501.